# Champlitte
Champlitte (prononcé [ʃɑ̃plit] ou [ʃɑ̃lit], en franc-comtois Champitre) est une commune française située dans le département de la Haute-Saône, la région culturelle et historique de Franche-Comté et la région administrative Bourgogne-Franche-Comté.
Champlitte est composée de plusieurs communes associées : Le Prélot (depuis 1805), Leffond, Montarlot-lès-Champlitte, Margilley, Neuvelle-lès-Champlitte et Champlitte-la-Ville (depuis 1972) et Frettes (depuis 1974). La commune de Champlitte est la plus vaste du département et de Franche-Comté, la deuxième plus vaste de Bourgogne-Franche-Comté et la 96e commune la plus vaste de France.
Ses habitants, appelés les Chanitois, étaient au nombre de 1 761 en 2022 ce qui en fait la commune la plus peuplée du canton de Dampierre-sur-Salon. Elle fait partie des 41 communes de la Communauté de communes des 4 Rivières.
Elle bénéficie des labels Cité de Caractère de Bourgogne-Franche-Comté et Commune touristique. Depuis août 2016, Champlitte est la commune référente pour le développement de la Via Francigena en France et en Suisse (depuis 2021). En 2021, elle est classée Station Verte et reçoit une étoile au guide Michelin.

## Géographie
La cité surplombe la rivière Salon à l'orée de trois régions historiques : la Franche-Comté, la Bourgogne et la Champagne. Elle est établie sur un promontoire à 240 mètres d'altitude.

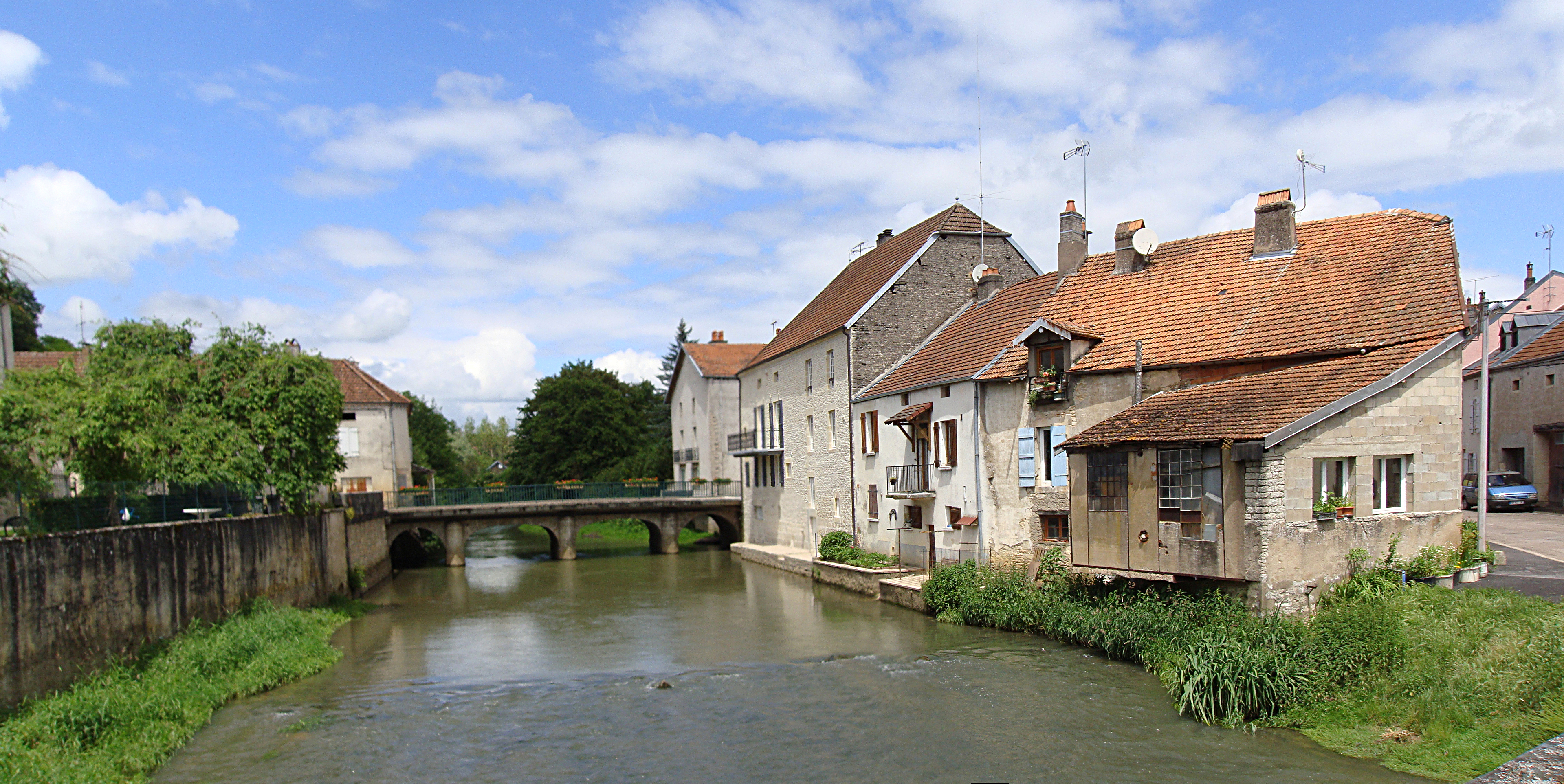
La rivière le Salon.

### Communes limitrophes
| Coublanc (Haute-Marne) Choilley-Dardenay (Haute-Marne)                 | Grenant, Saulles, Belmont (Haute-Marne) | Tornay (Haute-Marne)                         |
| Cusey (Haute-Marne) Percey-le-Grand                                    | Champlitte                              | Argillières Pierrecourt Courtesoult-et-Gatey |
| Orain (Côte-d'Or) Montigny-Mornay-Villeneuve-sur-Vingeanne (Côte-d'Or) | Vars, Écuelle                           | Framont                                      |

### Climat
Pour des articles plus généraux, voir Climat de la Bourgogne-Franche-Comté et Climat de la Haute-Saône.
En 2010, le climat de la commune est de type climat des marges montargnardes, selon une étude du Centre national de la recherche scientifique s'appuyant sur une série de données couvrant la période 1971-2000. En 2020, Météo-France publie une typologie des climats de la France métropolitaine dans laquelle la commune est exposée à un climat océanique altéré et est dans la région climatique Lorraine, plateau de Langres, Morvan, caractérisée par un hiver rude (1,5 °C), des vents modérés et des brouillards fréquents en automne et hiver.
Pour la période 1971-2000, la température annuelle moyenne est de 10,3 °C, avec une amplitude thermique annuelle de 17,1 °C. Le cumul annuel moyen de précipitations est de 883 mm, avec 12,3 jours de précipitations en janvier et 8,4 jours en juillet. Pour la période 1991-2020, la température moyenne annuelle observée sur la station météorologique de Météo-France la plus proche, « Chargey-lès-Gray », sur la commune de Chargey-lès-Gray à 15 km à vol d'oiseau, est de 11,5 °C et le cumul annuel moyen de précipitations est de 834,3 mm. 
La température maximale relevée sur cette station est de 39,3 °C, atteinte le 25 juillet 2019 ; la température minimale est de −18,2 °C, atteinte le 20 décembre 2009,,.
Les paramètres climatiques de la commune ont été estimés pour le milieu du siècle (2041-2070) selon différents scénarios d'émission de gaz à effet de serre à partir des nouvelles projections climatiques de référence DRIAS-2020. Ils sont consultables sur un site dédié publié par Météo-France en novembre 2022.

## Urbanisme

### Typologie
Au 1er janvier 2024, Champlitte est catégorisée bourg rural, selon la nouvelle grille communale de densité à sept niveaux définie par l'Insee en 2022.
Elle est située hors unité urbaine. Par ailleurs la commune fait partie de l'aire d'attraction de Gray, dont elle est une commune de la couronne,. Cette aire, qui regroupe 63 communes, est catégorisée dans les aires de moins de 50 000 habitants,.

### Occupation des sols
L'occupation des sols de la commune, telle qu'elle ressort de la base de données européenne d’occupation biophysique des sols Corine Land Cover (CLC), est marquée par l'importance des territoires agricoles (60,2 % en 2018), en diminution par rapport à 1990 (61,2 %). La répartition détaillée en 2018 est la suivante :
terres arables (39 %), forêts (36,7 %), prairies (17,6 %), zones agricoles hétérogènes (3,2 %), zones urbanisées (1,7 %), milieux à végétation arbustive et/ou herbacée (1,3 %), cultures permanentes (0,3 %), mines, décharges et chantiers (0,2 %). L'évolution de l’occupation des sols de la commune et de ses infrastructures peut être observée sur les différentes représentations cartographiques du territoire : la carte de Cassini (XVIIIe siècle), la carte d'état-major (1820-1866) et les cartes ou photos aériennes de l'IGN pour la période actuelle (1950 à aujourd'hui).

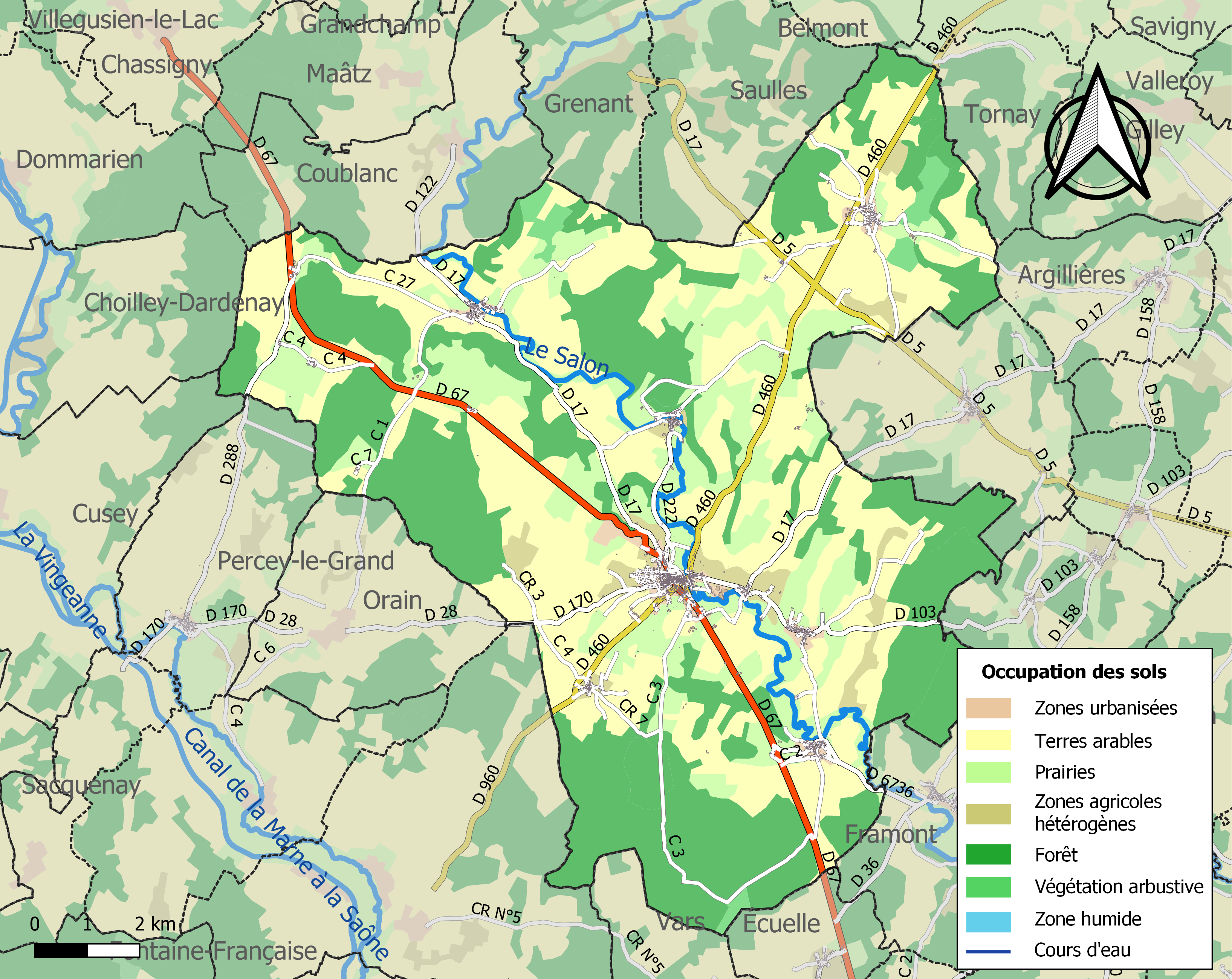
Carte des infrastructures et de l'occupation des sols de la commune en 2018 (CLC).

## Toponymie
L'origine du nom de Champlitte proviendrait de campus litensis (camp des Lites au IIIe siècle) ou de campus limites (territoire frontalier). On en retrouve les premières mentions écrites dans la chronique de l'abbaye Saint-Pierre de Bèze.

## Histoire
La région de Champlitte est occupée très tôt, puisqu'on a retrouvé des preuves de présence depuis 400 000 ans avant notre ère. Mais les traces d'occupation sont nombreuses dans le secteur surtout à partir du paléolithique moyen. Durant la période gallo-romaine, Champlitte est à proximité de deux voies, l'une de Langres à Besançon, et l'autre de Danmartin à Langres.
Plusieurs villas, retrouvées au cours des siècles, un trésor monétaire du IIIe siècle confirment que l'endroit était habité. Le premier seigneur de Champlitte dont le nom soit conservé, est Gérard de Fouvent.
Un château fort est attesté au Moyen Âge, incendié à plusieurs reprises. Les seigneurs de Fouvent, agissant en maîtres dans leur seigneurie, construisent un château-fort au sommet de la colline, à proximité immédiate d'un foyer de peuplement plus ancien (gallo-romain) : le village de Champlitte-la-Ville situé à 1 km, installé en fond de vallée et sans valeur défensive, entre en concurrence avec le centre nouveau-né du château, le castrum qui lui est installé sur une butte. Des sondages archéologiques menées par l'INRAP en 2010 attestent cette présence et sa position,.
Les quartiers d'habitation se fixent à l'intérieur de la forteresse, dans la basse-cour, le bourg se développe dans la vallée, entre le château et le pont ; les halles et les murs sont mentionnés depuis 1252: le fossé est le premier obstacle à franchir pour celui qui vient de l'extérieur, il peut mesurer entre 15 et 20 mètres et derrière le fossé se trouve le rempart à l'origine certainement en bois. La proximité du château assure la protection des activités marchandes et artisanales. La ville va ensuite se peupler de monastères : prieuré bénédictin de Saint-Christophe à Champlitte-la-Ville, le couvent des Augustins (XIVe siècle), le chapitre collégial (1439) puis en 1475 quand la ville fut ruinée par les Écorcheurs de Pierre de Craon, Charles Quint fait clore le bourg par une muraille bordée d’un fossé et fortifiée de plusieurs tours. Les travaux sont vraisemblablement dirigés par Ambrosio de Precipiano qui réalisa les fortifications de Gray et de Dole. Quelques vestiges de cette période sont actuellement encore visibles (tour des Annonciades, tour Charles-Quint, fossé, couvent des Augustins) et la topographie des ruelles permet de lire la structure ancienne de la ville.
La seigneurie de Champlitte appartient ensuite à une branche cadette de la maison de Vergy, et la ville prospère sous la protection des sires de Vergy.
Champlitte a fait successivement partie des diocèses de Langres, de Dijon puis de Besançon.
Elle fut chef-lieu du district de 1790 à 1795.
Constitution de la commune
Champlitte a absorbé en 1805 Le Prelot, formant la commune de Champlitte-et-le-Prélot. Bien plus tard, une nouvelle fusion est opérée, le 1er janvier 1972, et la commune de Champlitte est créée par la réunion des anciennes communes de Champlitte-et-le-Prélot, Champlitte-la-Ville, Leffond, Margilley, Montarlot-lès-Champlitte, Neuvelle-lès-Champlitte.
Le 1er juillet 1974, la commune a été agrandie par le rattachement de Frettes, ancienne commune appartenant auparavant à la Haute-Marne.
En superficie, c'est la commune la plus étendue du département de la Haute-Saône[réf. nécessaire].

### Chronologie
- 1479 : Durant la guerre de succession de Bourgogne, les troupes de Louis XI détruisent Champlitte.
- 1538 : Charles Quint fait entourer la bourgade reconstruite d'un fossé et de murailles fortifiées de plusieurs tours dont certaines sont encore existantes : tour Charles-Quint, tour des Annonciades.
- 1560 : François de Vergy succède à Claude de Vergy (son oncle), et devient gouverneurs suppléants du comté de Bourgogne pour le roi d'Espagne. Le siège militaire se trouve au château de Gray.
- 1562-1566 : construction probable du château de Champlitte, par Nicolas Moris.
- 5 septembre 1574 : Philippe II d'Espagne fait de la terre de Champlitte un comté en faveur de François de Vergy, gouverneur du comté de Bourgogne et de Charolais, à raison de ses grands services[21].
- 1595 : siège de Champlitte par Henri IV.
- 1620 : fondation du couvent des annonciades célestes.
- 9-14 septembre 1636 : premier siège de la cité pendant la guerre de Dix ans, par le duc de Saxe: la ville tient bon et repousse les assiégeants[22]
- août 1638 :second siège du conflit: les habitants trouvent refuge dans le château face aux attaques des troupes françaises. Les troupes du duc d'Angoulême, général de Louis XIII, incendient la forteresse et la ville.
- 1674 : remaniements du château.
- 1751 : château de nouveau incendié.
- 1781 : reconstruction du château par l'architecte Claude Joseph Alexandre Bertrand, à la demande d'Hippolyte Jean-René de Toulongeon[23].

## Politique et administration

### Rattachements administratifs et électoraux
La commune fait partie de l'arrondissement de Vesoul du département de la Haute-Saône, en région Bourgogne-Franche-Comté. Pour l'élection des députés, elle dépend de la première circonscription de la Haute-Saône.
Elle est depuis 1793, et jusqu'à la réforme territoriale de 2014, le chef-lieu du canton de Champlitte.

### Intercommunalité
La commune fait partie de la communauté de communes des quatre rivières, intercommunalité créée en 1996.

### Liste des maires
| Période                                  | Période                       | Identité         | Étiquette    | Qualité |
| ---------------------------------------- | ----------------------------- | ---------------- | ------------ | --- |
| Les données manquantes sont à compléter. |                               |                  |              | |
|                                          |                               | René Henriot     | DVG puis PS  | Conseiller général de Champlitte (1973 → 1985) |
| 1977                                     | 1983                          | Michel Valet     | DVD          | Conseiller général de Champlitte (1985 → 1994) |
| 2001                                     | mars 2008                     | Marcel Riff      | RPR puis UMP | Pharmacien, Conseiller général de Champlitte (1994 → 2004) |
| mars 2008                                | mai 2020                      | Gilles Teuscher  | UMP          | Retraité de la défense nationale Conseiller général de Champlitte (2011 → 2015) Vice-président de la CC des Quatre-Rivières (2014 → 2020) Conseiller général de Champlitte (2004 → 2015) |
| mai 2020                                 | En cours (au 2 décembre 2020) | Patrice Colinet, |              | Directeur des Tréfileries de Conflandey Vice-président de la CC des Quatre-Rivières (2014 → )                                                                                            |

### Jumelages
Champlitte et le département de la Haute-Saône sont jumelés avec la municipalité de Martínez de la Torre (Veracruz, Mexique) depuis 1986.

## Population et société

### Démographie
L'évolution du nombre d'habitants est connue à travers les recensements de la population effectués dans la commune depuis 1793. Pour les communes de moins de 10 000 habitants, une enquête de recensement portant sur toute la population est réalisée tous les cinq ans, les populations de référence des années intermédiaires étant quant à elles estimées par interpolation ou extrapolation. Pour la commune, le premier recensement exhaustif entrant dans le cadre du nouveau dispositif a été réalisé en 2007.

En 2022, la commune comptait 1 601 habitants, en évolution de −4,42 % par rapport à 2016 (Haute-Saône : −1,4 %, France hors Mayotte : +2,11 %).
| 1793  | 1800  | 1806  | 1821  | 1831  | 1836  | 1841  | 1846  | 1851  |
| ----- | ----- | ----- | ----- | ----- | ----- | ----- | ----- | ----- |
| 2 628 | 2 654 | 2 849 | 3 326 | 3 612 | 3 083 | 3 084 | 3 064 | 3 101 |

| 1856  | 1861  | 1866  | 1872  | 1876  | 1881  | 1886  | 1891  | 1896  |
| ----- | ----- | ----- | ----- | ----- | ----- | ----- | ----- | ----- |
| 2 865 | 2 865 | 2 845 | 2 740 | 2 580 | 2 531 | 2 529 | 2 418 | 2 353 |

| 1901  | 1906  | 1911  | 1921  | 1926  | 1931  | 1936  | 1946  | 1954  |
| ----- | ----- | ----- | ----- | ----- | ----- | ----- | ----- | ----- |
| 2 242 | 2 107 | 2 078 | 1 675 | 1 610 | 1 535 | 1 549 | 1 592 | 1 626 |

| 1962  | 1968  | 1975  | 1982  | 1990  | 1999  | 2006  | 2007  | 2012  |
| ----- | ----- | ----- | ----- | ----- | ----- | ----- | ----- | ----- |
| 1 423 | 1 383 | 2 113 | 1 991 | 1 906 | 1 828 | 1 864 | 1 868 | 1 771 |

| 2017  | 2022  | - | - | - | - | - | - | - |
| ----- | ----- | - | - | - | - | - | - | - |
| 1 639 | 1 601 | - | - | - | - | - | - | - |

### Manifestations culturelles et festivités
- 22 janvier : Saint-Vincent, fête du saint patron des vignerons.
- Juin : Festival de guitares.
- Journées Européennes du patrimoine
- Rétro-mobile.
- La fête des morts (Día de los muertos)

### Vie associative
- Bureau d'information touristique des 4 Rivières
- Champlitte Patrimoine et Culture
- Les Amis du peintre Bernard Marion ;
- Association Alfred Giess ;
- Association Développement Durable du Canton de Champlitte (ADDCC)[32] ;
- Passion d'antan ;
- Amicale laïque ;
- Bibliothèque de Champlitte (un des points lecture du réseau de bibliothèques de la Médiathèque Départementale de Prêt de la Haute-Saône - MDP70) ;
- Union Sportive Chanitoise ;
- Association intercommunale pour l'enfance ;
- La Confrérie Saint-Vincent ;
- Les Compars de Chanitte ;
- Leffond Animation ;
- Montarlot Renouveau ;
- Guitare sur Salon ;
- Club La Joie de Vivre.

### Activités sportives
- Tennis de table
- Badminton
- Judo
- Foot
- Tennis
- Hand

### Tourisme
- Musées
- Circuits VTT
- Randonnées pédestres
- Caves viticoles et vignes

## Économie
La SILAC, société de thermolaquage est le plus gros employeur local (environ 200 employés en 2012). Quelques entreprises de taille beaucoup plus modestes complètent ce domaine d'activité (entreprises de mécanique générale Chanitec ou acomep).
L'agriculture est l'autre axe économique de Champlitte, avec notamment deux domaines viticoles : Le Domaine de la Pâturie, anciennement nommé Grand Vignoble Chanitois et Pascal Henriot, vigneron (en viticulture biologique) indépendant. Champlitte est une commune vaste de 13 000 hectares : c'est l'une des communes les plus boisées de Franche-Comté avec 5 500 hectares de forêts dont la moitié (2 337 hectares) est en bois communaux. Champlitte possède ainsi la plus grande forêt communale de Haute-Saône. Le terroir est aussi reconnu pour ses cultures de truffes de Bourgogne.
Le tourisme saisonnier est enfin le dernier point fort de la commune de par l'offre patrimoniale proposée, avec la présence des Musées départementaux de la Haute-Saône, la présence de sites protégés de pelouses sèches sur terrain calcaire et d'infrastructures touristiques du type camping, gîtes d'étape, hôtels, et restaurants. De nombreux sentiers balisés pédestres sillonnent le territoire. Le territoire est également traversé par l'itinéraire européen de la via Francigena, passant par Champlitte, Besançon et la Suisse.

## Culture locale et patrimoine

### Lieux et monuments
Bâtiments historiques remarquables
- Vieille ville
- Maison Briard (dénommée Cour violette en raison de ses bâtisseurs MM. Coursier et Violet)
- Ancien hôpital royal (1675)
- Ancienne abbaye de Montarlot
- Anciennes maisons du Chapitre
- Mairie (ancienne dépendance du château de Champlitte)
- Église Saint-Jean-Baptiste de Leffond
- Orangerie-théâtre du XVIIIe siècle[42] construite par l'architecte Claude Joseph Alexandre Bertrand, belvédère sur la vallée du Salon
- Cabordes anciennes et reconstituées sur le site des Lavières[43]
- Oratoire Saint-Didier et sa statue du XVIIe siècle[44].

Monuments historiques classés
- Château-Musée (ayant servi successivement de mairie, d'école et de collège, actuellement musée départemental d'arts et traditions populaires) : château (XVIe-XVIIIe siècles)[45].

- Église Saint-Christophe de Champlitte (XIXe siècle) - beffroi du XVe siècle - église construite à partir de la chapelle seigneuriale voûtée d'ogives des sires de Vergy (XVe siècle). Des gargouilles ornent le sommet de la tourelle escalier[46]
- Église Saint-Christophe de Champlitte-la-Ville (nef romane, clocher-porche et chœur gothiques)[47]
- Couvent des Augustins (XVe-XVIIe siècles)[48].
- Tour des Annonciades (XVIe siècle)[49].
- Tour Charles Quint (XVIe siècle)[49].
- Maison dite espagnole (1573)[50], no 13 place des Halles. La date est inscrite sur le linteau. Aucune indication concernant le premier propriétaire. Lors d'une restauration, la forme des fenêtres a été allongée par la suppression des pierres d'appui moulurées qui reposaient sur le bandeau inférieur[23].
- Hôtel Grillot (1550-1580)[51].

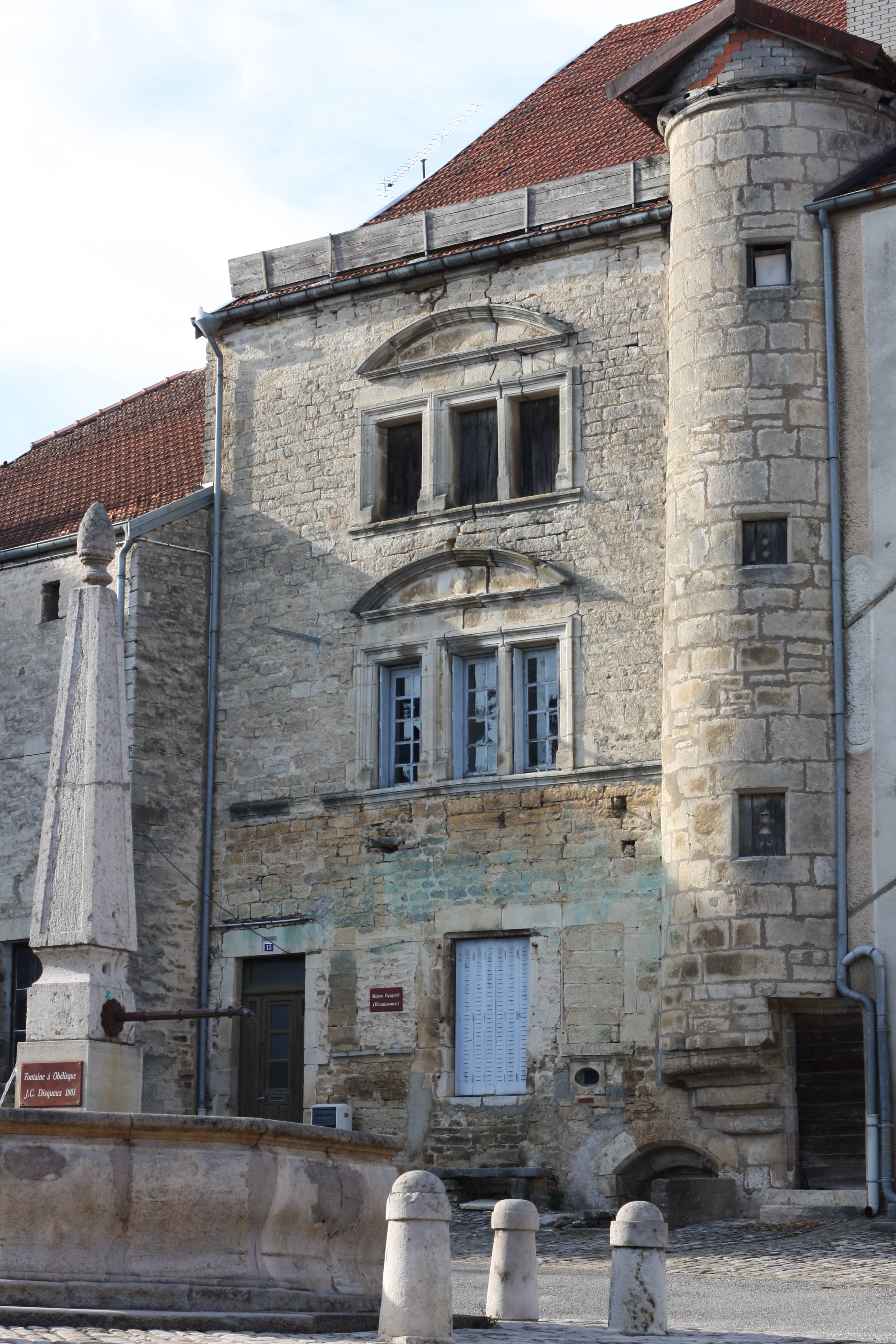
Maison Renaissance dite espagnole, XVIe siècle.
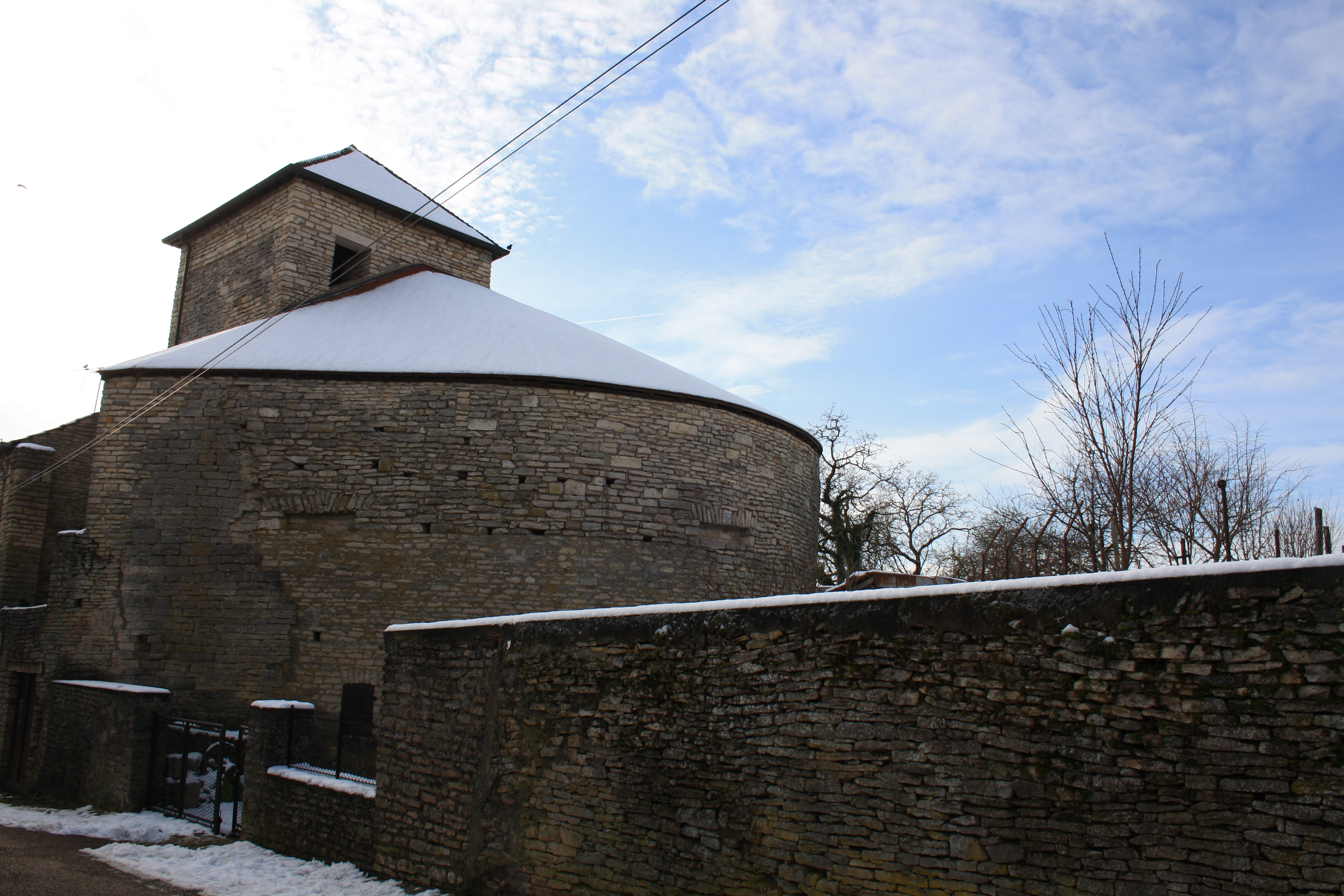
Tour des Annonciades, XVIe siècle.
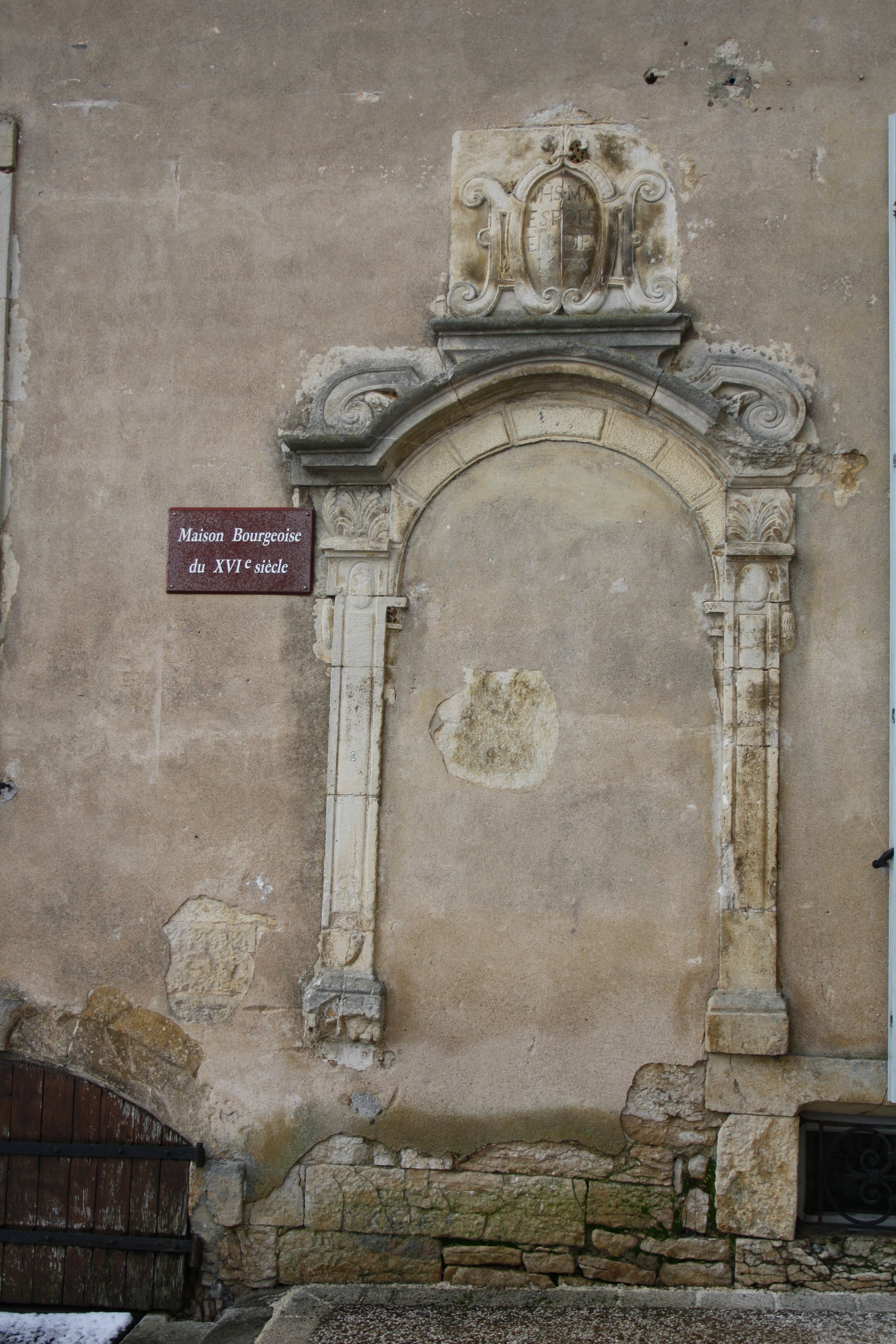
Porte de maison place des Halles, 1578.

### Personnalités liées à la commune
- Philibert Jambe de fer, musicien et compositeur, y est né vers 1515.
- Hugues de Saulieu, bailli de Langres et de Champlitte au XIIIe siècle.
- Jean Grusset dit Jean Richardot, chef-président du Conseil privé des gouverneurs des Pays-Bas espagnols, les archiducs Albert d'Autriche et l'infante Isabelle-Claire-Eugénie d'Autriche, né à Champlitte en 1540[52].
- Cléradius de Vergy (1580-1630), comte de Champlitte et gouverneur de Franche-Comté
- Hippolyte-Jean-René de Toulongeon (1739-1794), lieutenant-général y est né.
- Anne Edmé Alexandre de Toulongeon (1741-1823), frère cadet du précédent, maréchal de camp y est né.
- Claude François Verguet (1744-1814), prêtre catholique et homme politique né et décédé à Montarlot-lès-Champlitte, député aux États généraux de 1789.
- Claude Bénigne Lompré (1745-1823), chanoine, homme politique né à Champlitte, député des États-Généraux de 1789.
- François Emmanuel Toulongeon (1748-1812), frère des précédents, député.
- Claude-Christophe Gourdan, parlementaire né à Champlitte, le 1er novembre 1744, et mort dans la même ville le 2 août 1804.
- Louis Édouard Gourdan de Fromentel (1824-1901), médecin et paléontologue.
- Étienne Bach (1892-1986), pasteur protestant, officier et résistant français engagé dans l'action pour la paix et la réconciliation franco-allemande, installé à Margilley (Champlitte) de 1945 à sa mort, décédé à Margilley.
- Marcel Hanriot (1894-1961), aviateur.
- Charles Prévost (1899-1983), chimiste né à Champlitte.
- Charles Piroth (1906-1954), lieutenant-colonel d'artillerie, y est né.
- Albert Demard (1910-1980), agent municipal, fondateur et premier conservateur du Musée départemental d'Arts et Traditions populaires[53].
- Albert Grand (1914-1998), compagnon de la Libération, commandeur de la Légion d’honneur, né et inhumé à Leffond, aujourd'hui intégré à Champlitte.
- Louison Roblin (1930-2016), actrice, y est née.
- Liseron Tatin y est née Elisabeth Henriot, en 1939.
- Jean-Christophe Demard (1939-2021), fils d'Albert Demard, prêtre et historien de la région et de ses relations avec le Mexique[54].